# اسکار درتیکیا
اسکار درتیکیا (انگلیسی: Oscar Dertycia؛ زادهٔ ۳ مارس ۱۹۶۵) بازیکن فوتبال اهل آرژانتین است.
از باشگاه‌هایی که در آن بازی کرده است می‌توان به باشگاه فوتبال کادیس، باشگاه فوتبال تنریف، باشگاه فوتبال آلباسته بالومپیه، باشگاه فوتبال آرژانتینوس جونیورز، و باشگاه فوتبال فیورنتینا اشاره کرد.
وی همچنین در تیم‌های ملی فوتبال زیر ۲۰ سال آرژانتین و آرژانتین بازی کرده است.